# Mijaíl Blinov
Mijaíl Fedoséyevich Blinov (en ruso: Михаил Федосеевич Блино́в, Kepinskaya, 1892-Buturlínovka, 22 de noviembre de 1919) fue un líder militar soviético, que participó activamente en la Guerra civil rusa, como uno de los organizadores de las unidades de caballería que formaron la división que luego lideró como parte del Ejército Rojo de Obreros y Campesinos, y que más tarde sería bautizada con su nombre.

## Biografía
Blinov nació en la stanitsa Kerpinskaya en el ókrug de Ust-Medvéditsa del óblast del Voisko del Don del Imperio ruso en 1892, en una familia cosaca del Don.
En 1913 fue reclutado por el Ejército Imperial Ruso, alistándose en el 3.er Regimiento de Caballería de los Cosacos del Don. Participó con el rango de uriádnik en la Primera Guerra Mundial.
En febrero de 1918 el congreso del distrito de Ust-Medvéditsa le eligió como miembro del Comité revolucionario del ókrug. Ese mismo año organizó un cuerpo médico de cosacos rojos en el distrito.
En 1919, Blinov comandó la unión de las brigadas 14.ª, 23.ª y 36.ª del 9.º Ejército del Ejército Rojo de Obreros y Campesinos, creándose el mismo año la división de caballería del 9 Ejército. En junio de 1919 fue condecorado con la Orden de la Bandera Roja (nº22). El 17 de noviembre la división fue reorganizada como 2.ª División de Caballería bajo el mando de Blinov.
El 22 de noviembre de 1919 fue herido cerca del río Osered en las proximidades de Buturlínovka (actual óblast de Vorónezh), lo que causó su muerte ese mismo día. Fue enterrado en la ciudad de Mijaílovka del actual óblast de Volgogrado.
Blinov estaba casado con Pavlina Petrovna Blinova. Su sobrino Konstantín Blinov, tanquista fue condecorado Héroe de la Unión Soviética en 1943.

## Monumentos
En Buturlínovka y en Mijaílovka, sobre su tumba, se erigieron sendos obeliscos.
El microdistrito Blinovo de Sochi, en el krai de Krasnodar, se nombró en su honor.
En 1920 la 2.ª División de Caballería de Stávropol fue bautizada con su nombre.